# Augustusopstand in Georgië
De Augustusopstand (Georgisch:აგვისტოს აჯანყება, agvistos adjank'eba) was een mislukte opstand in de Georgische sovjetrepubliek tegen de Sovjet-Unie van eind augustus tot begin september 1924.
Het doel van de opstand was het herstel van de onafhankelijkheid van de Democratische Republiek Georgië. De opstand werd geleid door het Comité voor de Onafhankelijkheid van Georgië, een anti-Sovjet organisatie.
De opstand werd onderdrukt door het Rode Leger en de Tsjeka onder bevel van Jozef Stalin en Grigori Ordzjonikidze en werd gevolgd door een golf van massale repressies waarbij duizenden burgers van Georgië werden gedood. De Augustusopstand zou de laatste grote opstand tegen de vroege Sovjet-regering zijn. De nederlaag van de opstand markeerde de definitieve vestiging van de communistische heerschappij in Georgië.

## Achtergrond
Op 11 februari 1921 begon het Rode Leger de invasie van de onafhankelijke en door de Sovjets erkende Democratische Republiek Georgië. Op 25 februari 1921 viel hoofdstad Tiflis (Tbilisi) en werd de Georgische socialistische sovjetrepubliek uitgeroepen. In 1922 werd deze opgenomen in de Sovjet-Unie. De Georgische bevolking en regering in ballingschap zag dit als een illegale annexatie en verzette zich tegen de sovjetisering.